# Armadillidium cetinjense
Armadillidium cetinjense är en kräftdjursart som beskrevs av Hans Strouhal 1927. Armadillidium cetinjense ingår i släktet Armadillidium och familjen klotgråsuggor. Inga underarter finns listade i Catalogue of Life.